# Grey's Anatomy (televisieserie)
Grey's Anatomy is een Amerikaanse ziekenhuisserie van de zender ABC (in Vlaanderen uitgezonden op de zender Play7, in Nederland op de zender Net5). Het debuteerde op ABC als een vervanging voor Boston Legal tijdens het middenseizoen op 27 maart 2005 met de aflevering A Hard Day's Night. Niet lang daarna bleek het een enorm succes te zijn. Het verhaal gaat over Meredith Grey, een assistent chirurgie in het fictieve Seattle Grace Hospital in Seattle, Washington. De show heeft verscheidene hoofdpersonen, maar Meredith wordt gepresenteerd als het centrale karakter. De naam van de serie is een zinspeling op de titel van het boek Gray's Anatomy, dat lang een standaardwerk was op het gebied van de menselijke anatomie.
Op 21 februari 2007 maakte The Wall Street Journal bekend dat ABC bezig was met Private Practice, een spin-off van Grey's Anatomy met daarin het personage van Kate Walsh, Addison Montgomery. Sinds 26 september 2007 wordt de spin-off uitgezonden door ABC.

## Overzicht

### Algemeen verhaal
Grey's Anatomy volgt de levens van chirurgisch stagiairs en assistent-chirurgen in het fictieve Grey Sloan Memorial Hospital, voordien Seattle Grace Hospital (seizoen één tot en met seizoen zes) en Seattle Grace Mercy West Hospital (seizoen zes tot en met seizoen negen), die hun training naar volleerde chirurgen voltooien met hulp van hun mentors. Elke aflevering begint en eindigt met een voice-over van Meredith Grey of occasioneel een ander hoofdpersonage, die het algemene thema van de aflevering aankondigt. Vanaf het zesde seizoen representeert een seizoen een academisch jaar in de opleiding van de chirurgen, terwijl één academisch jaar voorheen gelijk stond aan twee of drie seizoenen. Grey's Anatomy staat gekend om de choquerende seizoensfinales, waarin vaak een tragisch voorval het vertrek of de dood van een hoofdpersonage betekent. De meeste afleveringen gaan over de alledaagse levens van de hoofdpersonages als chirurgen, hoewel er ook zeer veel aandacht naar hun persoonlijke levens gaat. Hoewel de artsen de - vaak levensbedreigende - ziektes van hun patiënten genezen, vaak door complexe operaties, is hun voornaamste drijfveer vaak competitie en lof.
De assistent-chirurgen krijgen patiënten toegewezen door hun superieuren, wat vaak spanningen oproept. Afleveringen wisselen af tussen interacties van de personages met hun patiënten en hun collega's, die ondanks de heersende competitiviteit vaak ook vrienden zijn. De assistenten stellen een diagnose met behulp van de volleerde chirurgen en zoeken naar een behandeling, vaak een operatie. De chirurgen vormen vaak een persoonlijke connectie met hun patiënt, die vaak een boodschap overbrengt naar zijn of haar dokter, die dan onbedoeld verband heeft met het persoonlijke leven van de dokter. De reeks toont de groei van de relaties tussen de chirurgen, zowel vriendschappelijke als seksuele, wat vaak resulteert in een strijd tussen hun persoonlijke en professionele levens. Emotionele scènes gaan vaak gepaard met muziek van het genre indierock, wat een handelsmerk van de reeks is geworden.

## Vaste acteurs
| Acteur             | Personage          | Aantal afleveringen | Aantal afleveringen | Aantal afleveringen | Aantal afleveringen | Aantal afleveringen | Aantal afleveringen | Aantal afleveringen | Aantal afleveringen | Aantal afleveringen | Aantal afleveringen | Aantal afleveringen | Aantal afleveringen | Aantal afleveringen | Aantal afleveringen | Aantal afleveringen | Aantal afleveringen | Aantal afleveringen | Aantal afleveringen |
| Acteur             | Personage          | S01                 | S02                 | S03                 | S04                 | S05                 | S06                 | S07                 | S08                 | S09                 | S10                 | S11                 | S12                 | S13                 | S14                 | S15                 | S16                 | S17                 | Totaal              |
| ------------------ | ------------------ | ------------------- | ------------------- | ------------------- | ------------------- | ------------------- | ------------------- | ------------------- | ------------------- | ------------------- | ------------------- | ------------------- | ------------------- | ------------------- | ------------------- | ------------------- | ------------------- | ------------------- | ------------------- |
| Ellen Pompeo       | Meredith Grey      | 9                   | 27                  | 25                  | 17                  | 24                  | 24                  | 22                  | 24                  | 24                  | 24                  | 25                  | 24                  | 23                  | 23                  | 22                  | 21                  | 16                  | 374                 |
| Chandra Wilson     | Miranda Bailey     | 9                   | 26                  | 25                  | 17                  | 24                  | 24                  | 22                  | 24                  | 24                  | 23                  | 24                  | 24                  | 21                  | 23                  | 20                  | 19                  | 15                  | 364                 |
| James Pickens jr.  | Richard Webber     | 6                   | 27                  | 25                  | 17                  | 24                  | 23                  | 22                  | 24                  | 24                  | 24                  | 23                  | 23                  | 21                  | 22                  | 21                  | 21                  | 16                  | 363                 |
| Justin Chambers    | Alex Karev         | 9                   | 27                  | 25                  | 17                  | 24                  | 24                  | 22                  | 24                  | 24                  | 24                  | 24                  | 24                  | 19                  | 22                  | 20                  | 9                   |                     | 337                 |
| Patrick Dempsey    | Derek Shepherd     | 9                   | 27                  | 25                  | 17                  | 24                  | 24                  | 22                  | 24                  | 24                  | 24                  | 17                  |                     |                     |                     |                     |                     | 4                   | 241                 |
| Sandra Oh          | Cristina Yang      | 9                   | 27                  | 25                  | 17                  | 24                  | 24                  | 22                  | 24                  | 24                  | 24                  |                     |                     |                     |                     |                     |                     |                     | 220                 |
| Katherine Heigl    | Izzie Stevens      | 9                   | 27                  | 25                  | 17                  | 24                  | 7                   |                     |                     |                     |                     |                     |                     |                     |                     |                     | 1                   |                     | 110                 |
| T.R. Knight        | George O'Malley    | 9                   | 27                  | 25                  | 17                  | 24                  | 1                   |                     |                     |                     |                     |                     |                     |                     |                     |                     |                     | 1                   | 103                 |
| Isaiah Washington  | Preston Burke      | 9                   | 27                  | 25                  |                     |                     |                     |                     |                     |                     | 1                   |                     |                     |                     |                     |                     |                     |                     | 62                  |
| Kate Walsh         | Addison Montgomery | 1                   | 27                  | 25                  | 1                   | 2                   | 1                   | 1                   | 1                   |                     |                     |                     |                     |                     |                     |                     |                     |                     | 59                  |
| Sara Ramírez       | Callie Torres      |                     | 8                   | 25                  | 17                  | 24                  | 24                  | 22                  | 24                  | 24                  | 24                  | 23                  | 24                  |                     |                     |                     |                     |                     | 239                 |
| Eric Dane          | Mark Sloan         |                     | 1                   | 24                  | 17                  | 24                  | 22                  | 22                  | 24                  | 2                   |                     |                     |                     |                     |                     |                     |                     | 1                   | 137                 |
| Brooke Smith       | Erica Hahn         |                     | 3                   | 2                   | 13                  | 7                   |                     |                     |                     |                     |                     |                     |                     |                     |                     |                     |                     |                     | 25                  |
| Chyler Leigh       | Lexie Grey         |                     |                     | 2                   | 17                  | 24                  | 24                  | 22                  | 24                  |                     |                     |                     |                     |                     |                     |                     |                     | 1                   | 112                 |
| Kevin McKidd       | Owen Hunt          |                     |                     |                     |                     | 22                  | 23                  | 22                  | 24                  | 24                  | 24                  | 25                  | 23                  | 20                  | 23                  | 19                  | 17                  | 16                  | 282                 |
| Jessica Capshaw    | Arizona Robbins    |                     |                     |                     |                     | 12                  | 24                  | 20                  | 24                  | 23                  | 24                  | 23                  | 24                  | 19                  | 20                  |                     |                     |                     | 213                 |
| Jesse Williams     | Jackson Avery      |                     |                     |                     |                     |                     | 19                  | 22                  | 24                  | 24                  | 23                  | 22                  | 24                  | 21                  | 22                  | 18                  | 19                  | 14                  | 252                 |
| Sarah Drew         | April Kepner       |                     |                     |                     |                     |                     | 11                  | 22                  | 24                  | 24                  | 24                  | 22                  | 24                  | 19                  | 22                  |                     |                     | 1                   | 193                 |
| Kim Raver          | Teddy Altman       |                     |                     |                     |                     |                     | 15                  | 22                  | 23                  |                     |                     |                     |                     |                     | 5                   | 15                  | 15                  | 15                  | 110                 |
| Jason George       | Benjamin Warren    |                     |                     |                     |                     |                     | 5                   | 1                   | 8                   | 6                   | 8                   | 14                  | 22                  | 20                  | 13                  | 7                   | 10                  | 6                   | 120                 |
| Caterina Scorsone  | Amelia Shepherd    |                     |                     |                     |                     |                     |                     | 1                   | 1                   |                     | 4                   | 24                  | 24                  | 19                  | 22                  | 21                  | 17                  | 15                  | 148                 |
| Camilla Luddington | Jo Wilson          |                     |                     |                     |                     |                     |                     |                     |                     | 22                  | 24                  | 24                  | 24                  | 17                  | 21                  | 19                  | 18                  | 16                  | 185                 |
| Jerrika Hinton     | Stephanie Edwards  |                     |                     |                     |                     |                     |                     |                     |                     | 21                  | 24                  | 24                  | 24                  | 20                  |                     |                     |                     |                     | 113                 |
| Gaius Charles      | Shane Ross         |                     |                     |                     |                     |                     |                     |                     |                     | 22                  | 24                  |                     |                     |                     |                     |                     |                     |                     | 46                  |
| Tessa Ferrer       | Leah Murphy        |                     |                     |                     |                     |                     |                     |                     |                     | 16                  | 23                  |                     |                     | 6                   |                     |                     |                     |                     | 45                  |
| Kelly McCreary     | Maggie Pierce      |                     |                     |                     |                     |                     |                     |                     |                     |                     | 2                   | 23                  | 24                  | 20                  | 22                  | 22                  | 20                  | 15                  | 148                 |
| Giacomo Gianniotti | Andrew DeLuca      |                     |                     |                     |                     |                     |                     |                     |                     |                     |                     | 2                   | 22                  | 18                  | 20                  | 19                  | 17                  | 9                   | 107                 |
| Samantha Sloyan    | Penelope Blake     |                     |                     |                     |                     |                     |                     |                     |                     |                     |                     | 1                   | 19                  |                     |                     |                     |                     |                     | 20                  |
| Martin Henderson   | Nathan Riggs       |                     |                     |                     |                     |                     |                     |                     |                     |                     |                     |                     | 19                  | 21                  | 5                   |                     |                     |                     | 45                  |
| Jake Borelli       | Levi Schmitt       |                     |                     |                     |                     |                     |                     |                     |                     |                     |                     |                     |                     |                     | 18                  | 20                  | 17                  | 14                  | 69                  |
| Greg Germann       | Tom Koracick       |                     |                     |                     |                     |                     |                     |                     |                     |                     |                     |                     |                     |                     | 7                   | 15                  | 16                  | 15                  | 53                  |
| Chris Carmack      | Atticus Lincoln    |                     |                     |                     |                     |                     |                     |                     |                     |                     |                     |                     |                     |                     |                     | 20                  | 17                  | 12                  | 49                  |
| Richard Flood      | Cormac Hayes       |                     |                     |                     |                     |                     |                     |                     |                     |                     |                     |                     |                     |                     |                     |                     | 9                   | 12                  | 21                  |
| Anthony Hill       | Winston Ndugu      |                     |                     |                     |                     |                     |                     |                     |                     |                     |                     |                     |                     |                     |                     |                     | 1                   | 13                  | 14                  |

## Afleveringen
Zie: Lijst van afleveringen van Grey's Anatomy

## Personages en verhaallijnen
De vijf personages die worden geïntroduceerd in de eerste aflevering van de reeks zijn chirurgische stagiairs (zgn. interns) Meredith Grey, Cristina Yang, George O'Malley, Izzie Stevens en Alex Karev. Zij staan onder toezicht van assistent-chirurg (resident) Miranda Bailey. Het chirurgische opleidingsprogramma wordt geleid door Hoofd Chirurgie Richard Webber, die een voorgeschiedenis heeft met Meredith Grey, aangezien hij een verhouding had met haar moeder. Ook in dienst van Webber in het Seattle Grace Hospital zijn neurochirurg Derek Shepherd, bijgenaamd McDreamy, en cardio-thoracale chirurg Preston Burke. Meredith zoekt huisgenoten en kiest uiteindelijk voor Izzie en George. Shepherd en Burke beginnen in het eerste seizoen een relatie met respectievelijk Meredith Grey en Cristina Yang. Aan het einde van het eerste seizoen wordt Addison Montgomery-Shepherd geïntroduceerd, de vrouw van Derek Shepherd. Zij is een gynaecoloog, foetaal en neonataal chirurg en medisch geneticus. Haar aankomst in Seattle zorgt voor het einde van de relatie tussen haar man en Meredith Grey (die niet wist dat Derek nog was getrouwd). Addison en Dereks huwelijk liep op de klippen toen hij haar in bed vond met zijn beste vriend Mark Sloan, maar Addison kwam naar Seattle om te proberen haar huwelijk te redden.

### Seizoen 2
In het tweede seizoen worden plastisch chirurg Mark Sloan en assistent-orthopedisch chirurg Callie Torres geïntroduceerd. Mark is de man waarmee Addison vreemdging en zijn aankomst in het ziekenhuis wordt dan ook allesbehalve geapprecieerd door Addison en Derek, die hun huwelijk proberen te redden. Mark merkt echter al snel dat Derek nog steeds verliefd is op Meredith Grey en probeert Addison duidelijk te maken dat haar huwelijk voorbij is. Ze is echter niet klaar om dit te accepteren en Mark keert daarop terug naar New York.
De moeder van Meredith, Ellis Grey, heeft een ernstige vorm van Altzheimer en wordt opgenomen met een fysieke aandoening. Derek twijfelt tussen Meredith en Addison en besluit zijn huwelijk uit loyaliteit een kans te geven. Burke en Yang gaan samenwonen. Bailey is tot haar eigen verrassing zwanger. Izzie wordt verliefd op een patiënt, Denny Duquette, met ernstig hartfalen, waarop ze breekt met Alex. Burke wordt per ongeluk neergeschoten. Meredith is gecharmeerd van Finn, de dierenarts die haar hond heeft behandeld.

### Seizoen 3
Mark Sloan keert terug in het begin van het derde seizoen, als plastisch chirurg. Addison beseft dat hij gelijk had waarop zij en Derek besluiten te scheiden. Meredith moet een keuze maken tussen Derek en Finn, terwijl Addison meer tijd nodig heeft om het einde van haar huwelijk te verwerken. Burke herstelt van zijn verwondingen, maar hij houdt last van een trillende hand. Callie Torres begint een relatie met George O'Malley, wiens vader in het ziekenhuis overlijdt. Kort daarop trouwen ze in Las Vegas. Hun huwelijk strandt echter al snel wanneer George verliefd wordt op zijn beste vriendin Izzie Stevens, met wie hij vreemdgaat. Denny overlijdt aan een losgeschoten bloedprop en laat Izzie $ 8,7 miljoen na. Ze gebruikt het grootste deel om de door Bailey gewenste gratis kliniek op te zetten, die wordt vernoemd naar Denny. Izzie blijkt een dochtertje te hebben. Ook Richards huwelijk eindigt in het derde seizoen omdat zijn vrouw hem dwong om te kiezen tussen hun huwelijk en zijn werk. Meredith verdrinkt bijna, hoewel ze kan zwemmen, en Derek twijfelt aan haar wil om te leven. Ze besluiten om uit elkaar te gaan en Meredith zoekt professionele hulp om 'weer heel te worden'. Er komt ook aan Cristina's relatie een einde wanneer Preston Burke haar achterlaat bij het altaar.

### Seizoen 4
In het vierde seizoen worden Grey, Yang, Stevens en Karev assistent-chirurgen, terwijl O'Malley niet door het examen geraakt en zijn jaar als stagiair moet overdoen. Dit doet hij aan de zijde van Lexie Grey, de halfzus van Meredith, die onverwachts ook een chirurgische stagiaire wordt in het hospitaal in Seattle. Wanneer Georges scheiding van Callie is voltooid, begint hij een relatie met Izzie. Meredith gaat in therapie om zich toch open te stellen voor een volwassen liefdesrelatie met Derek, die een relatie begint met een operatiezuster, terwijl Alex een verhouding begint met Lexie en een van zijn patiënten. Ook Baileys huwelijk komt onder druk te staan omdat haar man haar lange uren in het ziekenhuis niet meer kan verdragen. Aan het einde van het vierde seizoen wordt Callie verliefd op Erica Hahn, de cardio-thoracale chirurg die werd aangesteld na Burkes vertrek, en geven Meredith en Derek hun relatie een nieuwe kans.

### Seizoen 5
In het vijfde seizoen mag George O'Malley het examen overdoen, waarvoor hij nu wel slaagt. Teleurgesteld dat hij haar vergat nadat hij een assistent-chirurg werd, verdwijnen Lexies gevoelens voor George. Ook Callie en Erica's relatie wordt beëindigd nadat Erica Seattle verlaat na onenigheid over een patiënt. Cristina vindt eindelijk weer liefde bij Owen Hunt, een traumachirurg, en ook Callie vindt weer liefde bij Arizona Robbins, de nieuwe pediatrische chirurg. Lexie begint een relatie met Mark Sloan. Izzie en Alex, die voorheen een knipperlichtrelatie hadden, trouwen nadat Izzie wordt gediagnosticeerd met een gemetastaseerd melanoom. Ook Meredith en Derek trouwen door hun geloften op een post-it te schrijven en deze te ondertekenen tijdens een werkpauze.

### Seizoen 6
In het zesde seizoen worden de dokters geconfronteerd met de competitiviteit die bij hun carrière hoort. O'Malley overleed in de seizoensfinale van seizoen vijf en iedereen rouwt op een verschillende manier. De nieuwe cardio-thoracale chirurg, Teddy Altman (zij is met Owen in Irak geweest), voegt zich bij het team, Meredith is zwanger en Cristina leert meer over het verleden van Owen Hunt. Richard Webber krijgt na twintig jaar droogstaan een terugslag en moet zijn functie als hoofd neerleggen. Derek Shepherd wordt aangesteld als hoofd chirurgie en Mark Sloan wordt geconfronteerd met een jonge vrouw die zegt zijn dochter te zijn. Ook is die dochter zwanger en wil alleen maar geld van Mark. Seattle Grace Hospital fusioneert met Mercy West waardoor er nogal wat ontslagen vallen. Een aantal interns van Mercy West worden overgeplaatst naar Seattle Grace waardoor er vier nieuwe personages geïntroduceerd worden: Jackson Avery, April Kepner, Reed Adamson en Charles Percy. Wanneer in de seizoensfinale een rouwende echtgenoot het ziekenhuis gewapend overvalt, op zoek naar Derek om wraak te nemen, vallen er vele gewonden en doden (o.a. Reed Adamson en Charles Percy) en verliest Meredith haar baby door stress.

### Seizoen 7
In het zevende seizoen proberen alle dokters hun leven weer normaal op te nemen. Cristina Yang lijkt degene die het meest lijdt onder de gebeurtenissen. Ze neemt ontslag omdat ze geen passie meer voelt als ze aan het opereren is. In het begin van het seizoen trouwen Cristina en Owen, terwijl de relatie van Callie en Arizona de verkeerde kant uitgaat. Nadat Arizona Robbins de Carter Madison Grant wint, vertrekt ze naar Afrika zonder Callie. Hierdoor is Callie volledig van slag en eindigt ze in bed met haar beste vriend Mark Sloan. Wanneer Arizona uiteindelijk toch terugkomt omdat ze niet zonder dokter Torres kan, blijkt Callie in verwachting. Mark en Lexie geven hun relatie een tweede kans, maar Lexie ontdekt dat Callie zwanger is van Mark en ze begint een relatie met Jackson Avery. In dit seizoen starten Meredith en Derek ook een alzheimeronderzoek op, hierdoor ontdekt Meredith dat Adele Webber ook een alzheimerpatiënt is. Op het einde van seizoen zeven, ontdekt Cristina dat ze zwanger is, waarna ze abortus pleegt. Meredith en Derek proberen een Afrikaans kindje te adopteren, die voor een project van dokter Karev overgevlogen is: Zola. In seizoen zeven worden ook enkele alternatieve afleveringen gemaakt zoals een aflevering over de schietpartij van seizoen 6, gezien door de ogen van een cameraploeg. Ook wordt de eerste musicalaflevering gemaakt in seizoen zeven, de aflevering nadat Callie en Arizona in een auto-ongeval betrokken raken.

### Seizoen 8
In het achtste seizoen proberen Meredith en Derek hun huwelijk te redden omdat Meredith het alzheimeronderzoek beïnvloed heeft. Owen wordt hoofd chirurgie, wegens het feit dat dr. Webber de schuld - van de problemen bij het alzheimeronderzoek - op zich neemt. In dit seizoen moeten de residenten zich ook voorbereiden voor het examen. Uiteindelijk zal iedereen slagen behalve April Kepner, die dan ook ontslagen wordt op het einde van seizoen acht. Nadat Cristina voor abortus kiest, zijn er weer problemen in haar huwelijk met Owen. Callie en Arizona beslissen hun dochter Sofia op te voeden in co-ouderschap met Mark. De relatie van Sloan met Julia zorgt ervoor dat Lexie realiseert hoe hard ze Mark mist. In de finale crasht het vliegtuig waarin Meredith, Cristina, Derek, Mark, Lexie en Arizona zitten. Wanneer Lexie en Mark beiden toegeven dat ze nog gevoelens voor elkaar hebben, sterft Lexie vanwege haar verwondingen door het vliegtuigongeval. De seizoensfinale eindigt met een cliffhanger, waarbij de overlevenden van de vliegtuigcrash vast zitten in het woud, en de andere dokters in het ziekenhuis zijn, zich van geen kwaad bewust. Hoofd chirurgie Owen Hunt heeft pas iets in de gaten in de laatste minuten van deze aflevering.

### Seizoen 9
In het negende seizoen sterft Mark Sloan aan zijn verwondingen na het vliegtuigongeval. Vijf nieuwe interns betreden het toneel: Jo Wilson, Shane Ross, Leah Murphy, Heather Brooks en Stephanie Edwards. Derek Shepherd stelt zijn medische carrière ter discussie nadat hij zijn hand bezeerd heeft bij het vliegtuigongeval. Uiteindelijk schenkt zijn zus, Liz (Neve Campbell), een zenuw uit haar been waardoor dr. Torres zijn hand kan redden. Daarna krijgt Derek nog het goede nieuws dat Meredith zwanger is, ondanks het feit dat de gynaecoloog gezegd had dat dit moeilijk zou zijn. Christina heeft het zeer zwaar na de crash en ze besluit te verhuizen naar Minnesota. Arizona verliest haar been na de crash en heeft het hier ook bijzonder moeilijk mee. Ze weigert haar bed te verlaten of terug te gaan werken. Derek ontdekt dat het ziekenhuis onlangs van vliegtuigmaatschappij gewisseld is wegens financiële redenen. De nieuwe vliegtuigmaatschappij had al enkele vliegtuigongevallen meegemaakt. Daarom beslissen de overlevenden (Grey, Shepherd, Robbins en Yang) om een rechtszaak aan te spannen. Uiteindelijk winnen ze de zaak en ontvangen ze elk 15 miljoen dollar (ongeveer 13,8 miljoen euro). De verzekering kan er uiteindelijk onderuit waardoor het ziekenhuis de geldsom aan elk van de overlevenden zal moeten uitbetalen. Dr. Alana Cahill (Constance Zimmer) wordt aangesteld om kosten te besparen, want anders zou het ziekenhuis failliet gaan. Uiteindelijk beslist ze dan zonder medeweten van dr. Hunt om het ziekenhuis aan Pegasus te verkopen. Later nemen Meredith, Christina, Derek en Arizona ontslag, zodat Pegasus het ziekenhuis niet meer zou willen kopen. Gelukkig beslist Catherine Avery op het laatste moment om het ziekenhuis nog financieel te steunen samen met de Harper Avery Foundation. Dit alles wil ze enkel doen als haar zoon, Jackson, de voorzitter van de raad mag worden, waardoor Jackson het hoofd van het volledige ziekenhuis zou zijn. Het ziekenhuis krijgt een nieuwe naam: Grey Sloan Memorial Hospital.
Neven verhaal lijnen zijn ook het huwelijk van Miranda Bailey en Ben Warren, Adele Webber die in het ziekenhuis opgenomen wordt wegens een verslechterde toestand van haar gezondheid, April die terug aangenomen wordt, de relatie van Jackson en April en uiteindelijk ook de relatie van April met de ambulancemedewerker Matthew.

### Seizoen 10
In het tiende seizoen wordt dr. Webber geëlektrocuteerd gevonden door Heather Brooks. Maar zonder het gevaar te zien, stapt ze in een plas water en wordt ze zelf geëlektrocuteerd. Nadat de storm gepasseerd is, worden hun verdwijningen opgemerkt. Wanneer ze gevonden worden, is het al te laat voor Heather. Ondertussen bouwt Alex opnieuw een band op met zijn vader Jimmy; dr. Wilson en Karev beginnen een relatie; Cristina wordt genomineerd voor de Harper-Averyprijs; Meredith start een onderzoek over 3D printen; Derek krijgt een baan aangeboden door het Witte Huis; terwijl Alex een job aangeboden krijgt door dr. Oliver.
In hun proeftijd als gescheiden koppel, ontwikkelt Arizona een band met dr. Murphy. Niet veel later gaat ze opnieuw samenwonen met Callie. Wanneer April en Matthew trouwen, onderbreekt Jackson de ceremonie. Waarna in de volgende aflevering blijkt dat April en Jackson stiekem getrouwd zijn, nadat April Matthew aan het altaar liet staan. Tegen het einde van het seizoen ontdekt Kepner dat ze zwanger is. Murphy krijgt van Webber te horen dat ze een goede arts is, maar geen goede chirurg zal worden. Hij beveelt haar aan bij een bevriende arts in Washington. Ross biedt aan met Cristina mee te gaan.

### Seizoen 11
Meredith besluit in Seattle te blijven en ook Derek besluit bij zijn familie te blijven, maar voelt zich hierdoor niet meer goed in zijn omgeving. Na een geëscaleerde ruzie accepteert Derek toch de baan in Washington D.C., maar hij keert terug wanneer hij beseft dat hij zijn kinderen wil zien opgroeien. Alex en Bailey hopen beide op een plaats in het bestuur. Callie en Arizona besluiten na een zoveelste ruzie, onder meer over Arizona's nieuwe opleiding tot foetaal chirurg, om in therapie te gaan, waardoor Callie beseft dat ze uit elkaar moeten gaan. Arizona krijgt het nog moeilijker wanneer haar mentor, Dr. Nicole Herman, een inoperabele hersentumor blijkt te hebben en haar zo veel mogelijk wil bijleren voor haar dood. Amelia, die Dereks job heeft overgenomen, denkt echter dat ze de tumor kan verwijderen. Ook start ze een knipperlichtrelatie met Owen, die eenzaam is na Cristina's vertrek. April en Jackson verwachten hun kind, maar ontdekken dat het kind aan zeldzame en dodelijk aandoening lijdt. Maggie probeert haar plaats te vinden in Seattle en contact te maken met haar halfzus Meredith. Jo, Stephanie en Ben zetten hun opleiding verder. Derek belandt in een dodelijk ongeval en zijn collega's moeten zijn dood zien te verwerken. Meredith verdwijnt een hele tijd en blijkt zwanger te zijn. Ze bevalt in San Diego van een dochter, die ze Ellis noemt. April en Owen schrijven zich in in het leger waardoor April een hele nieuwe kant van zichzelf ontdekt, tot ongenoegen van Jackson. Richard en Catherine trouwen. Wanneer Meredith terug in haar oude huis wil intrekken, kopen Jo en Alex samen een loft.

### Seizoen 12
Bailey wordt uitgeroepen tot het nieuwe Diensthoofd Chirurgie. Meredith went aan haar leven zonder Derek en woont samen met Amelia en Maggie. Maggie raakt aangetrokken tot co-assistent Andrew DeLuca. Ook het huwelijk van April en Jackson ondervindt moeilijke tijden nadat April toch terug naar Jordanië is gegaan. Arizona bouwt een leven voor zichzelf op, terwijl Callie het lastig krijgt wanneer haar nieuwe vriendin Penny de dokter blijkt te zijn die Derek niet kon redden. Nathan, Aprils collega uit het leger, blijkt een moeilijke geschiedenis met Owen te hebben. Vooral Owen krijgt het moeilijk en vertrouwt enkel Meredith met zijn problemen, waardoor Amelia zich slecht voelt. Alex vraagt Jo ten huwelijk. Owen en Amelia gaan trouwen. April is de ringen van Owen vergeten en keert terug naar het huis van Meredith. Daar krijgt ze weeën, maar de bevalling kan niet op natuurlijke wijze plaatsvinden. Haar kind zit met de voeten richting de cervix toe en dus besluit Ben Warren (geschorste co-assistent) een keizersnede te doen bij April. Het onweerde intussen en het zou te laat zijn voor een ambulance. Het kind wordt geboren en de ambulance brengt de drie naar het ziekenhuis. Jackson krijgt zijn kind eindelijk te zien.

### Seizoen 13
Alex komt in de problemen wanneer Andrew hem aanklaagt voor poging tot doodslag. Meredith en Bailey belanden in een lastige situatie wanneer ze Alex willen beschermen maar ook het goede moeten doen. Jo voelt zich schuldig en biecht haar verleden op aan Alex. Meredith beslist om niet verder te gaan met Nathan om Maggie niet te kwetsen, en het kersverse huwelijk Owen en Amelia wordt meteen getest wanneer een mogelijke zwangerschap Amelia onzeker maakt of ze al dan niet kinderen wil. Leah Murphy keert terug naar het ziekenhuis, waarna Catherine Avery besluit dat er iets moet veranderen aan het opleidingsprogramma van het ziekenhuis. Bailey huurt de harde consulent Eliza Minnick in, maar zij eist volledige controle over het beleid voor de assistenten, waardoor Richard zijn baan verliest. Richards collega's komen samen in opstand, maar al snel beseffen de artsen dat Eliza's methode voordelen heeft. Arizona ontdekt de persoonlijke kant van Eliza en de twee beginnen te flirten.

## Productie

### Ontstaan
Shonda Rhimes, de bedenker van de serie, wilde een serie bedenken die ze zelf graag zou bekijken en het leek haar interessant om een serie te maken over "slimme vrouwen die met elkaar concurreren". Aangetrokken door operaties die ze zag op Discovery Channel en de medische wereld, bedacht ze dat de operatiekamer een geschikt decor zou zijn voor de serie. Daarom besloot ze een medisch drama te maken. Nadat ze show gepitcht had, gaf ABC (American Broadcasting Company) groen licht om de serie te gebruiken als vervanging van Boston Legal in het middenseizoen van het televisieseizoen van 2005.
Rhimes creëerde de serie aanvankelijk als een statement tegen racisme. Ze trachtte een serie te maken met een raciaal diverse cast die het publiek toeliet om zich verbonden te voelen met personages, ongeacht hun afkomst. Tijdens het creëren van de personages en het schrijven van het eerste script hadden de schrijvers geen uiterlijke beschrijving van de personages in gedachten en hoopten ze de beste beschikbare acteur te casten voor de rol. Shonda twijfelde eraan of ze verder zou werken aan de serie als het netwerk haar niet zou toelaten om op die manier te werk te gaan. Vrouwelijke rollen in de serie werden ontwikkeld als personages met meerdere facetten, omdat Rhimes een wereld wilde creëren waarin men zich zou voelen alsof men realistische vrouwen aan het bekijken was, aangezien de meeste vrouwen die Shonda op televisie zag in geen enkel opzicht leken op de vrouwen die zij kende. De vrouwen op televisie voelden eerder aan als ideeën over wat vrouwen zijn, want ze zag nooit vrouwen die smerig, competitief, hongerig of boos waren.
Voor het debuut van de reeks op 25 maart 2005 werden er reeds enkele afleveringen getoond aan goede vrienden en familie van leden van de cast en crew. De reeks werd gepland om vier weken op de plaats van Boston Legal in het uitzendschema op televisie te verschijnen, maar hoge kijkcijfers zorgden ervoor dat de reeks op dit tijdstip geprogrammeerd bleef tot het einde van het seizoen. Voor de eerste uitzending werd er bericht dat de reeks van titel zou veranderen, namelijk van Grey's Anatomy naar Complications, maar deze verandering werd echter nooit doorgevoerd.

### Productieteam
De reeks wordt geproduceerd door Shondaland, in samenwerking met The Mark Gordon Company and ABC Studios (voorheen Touchstone Television). Shonda Rhimes, Betsy Beers, Krista Vernoff, Mark Gordon, Rob Corn en Mark Wilding fungeerden als uitvoerende producenten doorheen de loop van de reeks. In latere seizoenen werd dit rijtje vervoegd door Steve Mulholland, Kent Hodder, Nancy Bordson, James D. Parriott, Peter Horton en Allan Heinberg. De uitvoerende producenten van het huidige tiende seizoen zijn nog steeds Shonda Rhimes, Betsy Beers, Rob Corn, Mark Gordon, Tony Phelan, Joan Rater, Stacy McKee, Zoanne Clack en Jeannine Renshaw. Tony Phelan en Joan Rater besloten echter om samen voor de Amerikaanse zender NBC te gaan werken, wat betekent dat ze niet zullen terugkeren voor het elfde seizoen.
Shonda Rhimes is ook een schrijver van de reeks, bijgestaan door onder andere Stacy McKee, Zoanne Clack, Jeannine Ranshaw, Joan Rater, William Harper en Meg Marinis. Van het tweede tot en met het zevende seizoen onderhielden alle schrijvers een blog waarop ze de motieven achter hun schrijven toelichtten. Net zoals de schrijvers verschillen ook de regisseurs van aflevering tot aflevering. Het huidige seizoen bevatte afleveringen onder regie van onder andere Rob Corn, Tony Phelan, Jeannot Szwarc, Mark Jackson en Rob Greenlea. Ook acteurs Kevin McKidd, Chandra Wilson en Debbie Allen hebben reeds enkele afleveringen van de reeks geregisseerd.

### Casting
Grey's Anatomy gebruikt een zogeheten kleurenblinde casting, wat resulteerde in een raciaal diverse cast. Elke rol werd dus gecast zonder dat de afkomst van het personage vooraf bepaald was, wat strookte met Rhimes' visie op diversiteit. Als eerste werd het personage van Meredith Grey gecast, wat volgens Rhimes meteen een moeilijke rol was om te casten. Ze zochten naar een actrice gelijkend op een actrice uit Moonlight Mile (Ellen Pompeo). Na een tijdje werd echter duidelijk dat Ellen Pompeo zelf beschikbaar was voor de rol, en Pompeo werd aangenomen. De volgende om gecast te worden was Sandra Oh, die eerst auditie wou doen voor de rol van Miranda Bailey, maar verzocht werd om voor de rol van Cristina Yang te lezen en deze rol uiteindelijk ook kreeg. Vele acteurs deden auditie voor de rol van Derek Shepherd, maar Rhimes en co kozen Patrick Dempsey, die door Shonda beschreven werd als perfect voor de rol.
Het enige personage met een vooraf bepaalde afkomst was Miranda Bailey, vertolkt door Chandra Wilson. Het personage werd ongeschreven als een kleine blondine met krullen, maar toen Chandra Wilson begon aan haar auditie besloot Shonda dat Chandra het personage perfect vertolkte en Chandra kreeg de rol, waardoor de uiterlijke beschrijving van het personage aangepast werd. James Pickens jr. werd gecast als Richard Webber en Katherine Heigl werd gekozen om Izzie Stevens te vertolken. Heigl wilde Izzie als een brunette vertolken, maar ze werd gevraagd om haar haar blond te laten. Isaiah Washington, die auditie deed voor de rol van Derek Shepherd, werd gekozen voor de rol van Preston Burke, toen de acteur die de rol normaal zou vertolken zich terugtrok uit de reeks. T.R. Knight tekende voor de rol van George O'Malley omdat de veelzijdigheid van zijn personage hem beviel, maar hij verwachtte dat de rol van korte duur zou zijn. Justin Chambers vervolledigde de cast van het eerste seizoen als Alex Karev.
Kate Walsh, die Addison Montgomery-Shepherd vertolkte, werd na enkele gastoptredens in het eerste en tweede seizoen toegevoegd aan de hoofdcast in aflevering zeven van het tweede seizoen. Het tweede seizoen van de reeks introduceerde Eric Dane als Mark Sloan en Sara Ramírez als Calliope "Callie" Torres. Beiden waren origineel bedoeld als terugkerende gastpersonages, maar ze werden opgenomen in de hoofdcast vanaf het derde seizoen. Eric Dane werd geselecteerd voor de rol van Mark nadat hij onsuccesvol had geprobeerd een rol te bemachtigen in de pilootaflevering, terwijl Sara Ramírez door het bestuur van ABC een rol aangeboden kreeg in een serie naar keuze. Na rellen omwille van homofobe uitspraken van Isaiah Washington werd zijn contract niet verlengd voor het vierde seizoen en ook Kate Walsh verliet na het derde seizoen de reeks om met haar personage een nieuwe reeks te starten, Private Practice, de spin-off van Grey's Anatomy. Kate Walsh keerde echter meerdere keren in de reeks terug voor een gastoptreden.
Na twee gastoptredens in het derde seizoen werd Chyler Leigh deel van de hoofdcast van het vierde seizoen als Lexie Grey, en ook Brooke Smith werd aan de hoofdcast toegevoegd als Erica Hahn, na eerder al enkele gastoptredens te hebben gemaakt in het tweede en derde seizoen. Nog geen jaar later verdween Erica Hahn echter al uit de reeks in het begin van het vijfde seizoen. Dit zou op aanvraag van ABC gebeurd zijn, omdat het netwerk niet tevreden was over de lesbische relatie tussen Brooke Smiths en Sara Ramírez' personages. Shonda Rhimes beweerde echter dat Erica Hahn uit de serie verdween omdat de chemie tussen de twee personages niet te onderhouden zou zijn in het verdere verloop van de serie. Smiths plaats in de hoofdcast werd opgevuld door Kevin McKidd, die, na de specifieke verhaallijn waar hij eigenlijk voor gecast werd, toegevoegd werd aan de hoofdcast als Owen Hunt. In hetzelfde seizoen werd Jessica Capshaw geïntroduceerd als Arizona Robbins, die origineel te zien zou zijn in drie afleveringen, maar Capshaws contract werd verlengd tot aan het einde van het seizoen. Nadat T.R. Knight de cast verliet omwille van zijn ongenoegen over de ontwikkeling en gebrek aan schermtijd van zijn personage, werd Capshaw deel van de vaste cast in het zesde seizoen. Ook Katherine Heigl, die na enkele onenigheden met Rhimes verzocht om haar contract te verbreken, verdween in de loop van de zesde reeks. Na enkele gastoptredens in de loop van het zesde seizoen werd Kim Raver deel van de hoofdcast als Teddy Altman in de achttiende aflevering van dat seizoen.
Ook Sarah Drew en Jesse Williams, die respectievelijk April Kepner en Jackson Avery vertolkten in een terugkerende gastrol in het zesde seizoen, werden toegevoegd aan de vaste cast. Na het achtste seizoen verliepen de contracten de nog overblijvende originele acteurs (Pompeo, Dempsey, Oh, Wilson, Pickens en Chambers), maar ze vernieuwden allen hun contract voor een negende en tiende seizoen. Chyler Leigh en Kim Raver keerden echter niet terug in het negende seizoen. Leighs personage verdween uit de reeks op aanvraag van Leigh zelf, terwijl Raver een verlenging van haar contact weigerde. In juli 2012 bevestigde ook Eric Dane dat hij zou vertrekken om andere projecten na te jagen. Hij maakte zijn laatste optredens in de eerste twee afleveringen van het negende seizoen.
Aan het begin van het tiende seizoen werden Camilla Luddington, Gaius Charles, Jerrika Hinton en Tessa Ferrer toegevoegd aan de hoofdcast als Jo Wilson, Shane Ross, Stephanie Edwards en Leah Murphy, respectievelijk. Zij hadden allen eerder een terugkerende gastrol in seizoen negen. In augustus 2013 maakte Sandra Oh bekend dat het tiende seizoen haar laatste zou zijn. Haar vertrek zorgde voor een eenmalige terugkeer van Isaiah Washington, die terugkeerde om het verhaal van Oh's personage tot een slot te brengen, gezien de liefdesrelatie tussen hun personages in de eerste drie seizoenen. Op 23 januari 2014 raakte bekend dat Ellen Pompeo en Patrick Dempsey hun contracten verlengden voor een elfde en twaalfde seizoen, op 2 mei 2014 gevolgd door de andere nog overblijvende originele acteurs (Chambers, Wilson en Pickens) en Sara Ramírez. Op 25 maart 2014 werd bekendgemaakt dat naast Sandra Oh ook Gaius Charles en Tessa Ferrer niet zouden terugkeren voor het elfde seizoen. Op 23 juni 2014 werd bekend dat Caterina Scorsone, die de rol van Amelia Shepherd vertolkte, deel zou gaan uitmaken van de vaste cast van seizoen 11. Voorheen speelde ze dit personage al als gastrol in seizoenen 7, 8 en 10 en als hoofdrol in Private Practice, de spin-off van Grey's Anatomy.
Na enkele gastoptredens in het tiende en elfde seizoen werd in oktober 2014 bekend dat Kelly McCreary, die de rol van Merediths biologische halfzus Maggie Pierce vertolkte, deel van de hoofdcast zou worden in de loop van het elfde seizoen. In het twaalfde seizoen werden ook Jason George, die al sinds het zesde seizoen de rol van Ben Warren vertolkt, en Martin Henderson aan de hoofdcast toegevoegd. De rol van Henderson (Nathan Riggs) werd pas bekend in de loop van het twaalfde seizoen, wanneer hij voor het eerst verscheen in de zesde aflevering van het seizoen. Hiermee vullen Jason en Martin de plek van Patrick Dempsey, die aan het einde van het elfde seizoen de serie verliet. Tijdens de winter hiatus van het twaalfde seizoen werd bekendgemaakt dat ook Giacomo Gianniotti, die co-assistent Andrew DeLuca vertolkt, deel zou uitmaken van de hoofdcast. Aan het einde van datzelfde seizoen verliet Sara Ramírez de hoofdcast.
In het dertiende seizoen keerde Tessa Ferrer terug als Leah Murphy voor meerdere gastoptredens terwijl Jerrika Hinton de serie verliet aan het einde van het seizoen. Tussen seizoen 13 en 14 werd bekendgemaakt dat Kim Raver in seizoen 14 zou terugkeren voor enkele gastoptredens als Teddy Altman. In het begin van het veertiende seizoen verliet Martin Henderson de cast terwijl Jason George halverwege het seizoen overstapte naar Station 19, de nieuwe spin-off van Grey's Anatomy. In maart 2018 raakte bekend dat de contracten van Jessica Capshaw en Sarah Drew niet verlengd werden en dat ze dus de reeks zouden verlaten aan het einde van seizoen 14. Na afloop van seizoen 14 raakte bekend dat Kim Raver voltijds zal terugkeren voor seizoen 15.

### Filmlocaties en -technieken
Rhimes overwoog eerst om Grey's Anatomy plaats te laten vinden in haar thuisstad Chicago, maar koos uiteindelijk voor Seattle om de reeks te onderscheiden van de medische reeks E.R., die zich in Chicago afspeelde. Fisher Plaza, het in Seattle gevestigde hoofdgebouw van Fisher Communications en Fishers aan ABC verwante KOMO radio- en televisiemaatschappij, wordt gebruikt voor enkele buitenshots van het Seattle Grace Hospital, waar de reeks zich voornamelijk afspeelt, in het bijzonder te merken aan de luchtambulances die men laat landen op het helikopterplatform van dit gebouw. Het gebruik van dit gebouw suggereert dat het fictieve ziekenhuis zich dicht aan de Space Needle, een bekend monument in Seattle, bevindt. Het hospitaal dat gebruikt wordt voor het merendeel van de buitenshots bevindt zich echter niet in Seattle; hiervoor wordt het VA Sepulveda Ambulatory Care Center in North Hills, Californië gebruikt. De meeste scènes worden opgenomen in de Prospect Studios in Los Feliz, ten oosten van Hollywood. Enkele scènes spelen zich ook af in het Warren G. Magnuson Park in Seattle.
Verschillende rekwisieten op de set zijn werkende medische apparatuur, waaronder een MRI-scanner. Actrice Sarah Drew maakte bekend dat er tijdens de opnames gebruik wordt gemaakt van koeienorganen, en ook de gebruikte chirurgische instrumenten zijn echt. De kostuums worden gebruikt om een onderscheid te maken tussen chirurgen, die donkerblauwe chirurgische kleding dragen, en assistent-chirurgen, die lichtblauwe chirurgische kleding dragen. De reeks wordt gefilmd met een enkele camera en er wordt frequent gebruikgemaakt van de populaire "walk and talk"-filmtechniek.

## Prijzen

### Gewonnen
Golden Globes:
- Best Television Series - Drama (2007)
- Best TV Supporting Actress: Sandra Oh (2006)

Screen Actors Guild Awards:
- Uitstekende prestatie door een ensemble in een dramaserie (2007)
- Uitstekende prestatie door een vrouwelijke acteur in een dramaserie: Chandra Wilson (2007)
- Uitstekende prestatie door een vrouwelijke acteur in een dramaserie: Sandra Oh (2006)

TV Land Awards:
- Future Classic (2006)

NAACP Image Awards:
- Outstanding Drama Series (2006)
- Outstanding Actor in a Drama Series: Isaiah Washington (2006)

Television Critics Awards:
- Program of the Year (2006)

Emmy Awards:
- Outstanding Supporting Actress in a Drama Series: Katherine Heigl (2007)
- Outstanding Casting for a Drama Series: Linda Lowy, John Brace (2006)

### Nominaties
Emmy Awards:
- Outstanding Drama Series (2006, 2007)
- Outstanding Makeup For A Series (Non-Prosthetic)
- Outstanding Prosthetic Makeup For A Series, Miniseries, Movie Or A Special
- Outstanding Direction in a Drama Series: Peter Horton (A Hard Day's Night) (2005)
- Outstanding Casting for a Drama Series: Linda Lowy, John Brace (2005, 2006)
- Outstanding Supporting Actor in a Drama Series: T.R. Knight (2007)
- Outstanding Supporting Actress in a Drama Series: Sandra Oh (2005, 2006, 2007)
- Outstanding Supporting Actress in a Drama Series: Chandra Wilson (2006, 2007)
- Outstanding Guest Actress in a Drama Series: Kate Burton (Ellis Grey) (2006, 2007)
- Outstanding Guest Actress in a Drama Series: Elizabeth Reaser (Jane Doe/Rebecca Pope) (2007)
- Outstanding Guest Actress in a Drama Series: Christina Ricci (Hannah the paramedic) (2006)
- Outstanding Guest Actor in a Drama Series: Kyle Chandler (Dylan Young) (2006)
- Outstanding Writing for a Drama Series: Shonda Rhimes (It’s the End Of The World, As We Know It ) (2006)
- Outstanding Writing for a Drama Series: Krista Vernoff (Into You Like A Train) (2006)

Golden Globes:
- Best Television Series - Drama (2007)
- Best Actress in a Drama Series: Ellen Pompeo (2007)
- Best Actor in a Drama Series: Patrick Dempsey (2007)
- Best Actress in a Supporting Role in a Drama Series: Katherine Heigl (2007)
- Best Television Series - Drama (2006)
- Best Actor in a Drama Series: Patrick Dempsey (2006)

Screen Actors Guild Awards:
- Uitstekende prestatie door een ensemble in een dramaserie (2006, 2008)
- Uitstekende prestatie door een mannelijke acteur in een dramaserie: Patrick Dempsey (2006)

## Trivia
- De titel van elke aflevering stamt af van de titel van een liedje.
- Grey's Anatomy wordt in de animatieserie South Park gezien als een serie voor pasgetrouwde koppels.